# Estación de Astillero
Astillero es una estación ferroviaria situada en la localidad de El Astillero del municipio español homónimo de la comunidad autónoma de Cantabria. Forma parte de la red de vía estrecha operada por Renfe Operadora a través de su división comercial Renfe Cercanías AM. Está integrada dentro del núcleo de Cercanías Cantabria al pertenecer a la línea C-3 (antigua F-2 de FEVE), que une Santander con Liérganes. Cuenta también con servicios regionales (línea R-3f de Santander a Bilbao).

## Situación ferroviaria
La estación forma parte de las siguientes líneas férreas:
- Pk. 540,075 de la línea de ferrocarril de vía estrecha que une Ferrol con Bilbao, en su sección de Santander a Orejo.[1]
- Pk. 109,161 de la línea de ferrocarril de vía estrecha de Bilbao a Santander.[1]
- Pk. 009,326 de la línea de ferrocarril de vía estrecha de Santander a  Solares y Liérganes.[1]

La estación se encuentra a 2 metros de altitud. El tramo es de vía doble y está electrificado a 1500 voltios CC.

## Historia
La estación original fue abierta al tráfico en el año 1888 con la puesta en funcionamiento del ferrocarril Santander-Solares gestionado por la Compañía del Ferrocarril de Santander a Solares, que más tarde enlazaría con el ferrocarril Zalla-Solares. Inicialmente, el ferrocarril disponía de vía ancha. El 1 de enero de 1914 la estación se adhirió al servicio internacional de paquetes postales, estando habilitada para recibir o expedir directamente paquetes postales en las relaciones con todos los países adscritos al mencionado servicio. El servicio se prestaba a domicilio.
Tras la creación de la empresa pública FEVE en 1972, el ferrocarril Santander-Bilbao y sus estaciones pasaron a depender de ella. La estación existente en la actualidad fue inaugurada en 1994 y su construcción está ligada a la de la autovía S-10, ya que esta obligó a desviar ligeramente las vías hacia el interior (alejándose del litoral) y a construir un nuevo edificio de viajeros. La gestión se mantuvo en manos de FEVE hasta el año 2013, momento en el cual la explotación fue atribuida a Renfe Operadora y las instalaciones a Adif.

## La estación
Las instalaciones constan de un edificio de viajeros, donde se disponen los equipamientos del control de accesos y venta de billetes, además de una cafetería. Desde este, se accede al primero de los andenes que da acceso a la vía 4 (dirección Santander) y a la vía 6, que sirve para el apartado de maquinaria de vía. Para acceder a las vías 1 y 2 (dirección Liérganes / Bilbao) existe un paso subterráneo que conecta con el segundo andén de la estación mediante escaleras fijas y ascensores. Ambos andenes cuentan con paneles de información, bancos y una marquesina para resguardo de los viajeros.

## Servicios ferroviarios

### Regionales
Los trenes regionales que realizan el recorrido Santander - Bilbao (línea R-3f) tienen parada en esta estación. La frecuencia es de trenes diarios por sentido, existiendo un servicio adicional de lunes a viernes (línea R3a) entre Marrón y Santander en ambos sentidos. Los servicios ferroviarios en la relación Bilbao-Santander, para los trayectos regionales, se prestan exclusivamente con composiciones diésel de la serie 2700
| Línea | Origen/Destino | Paradas intermedias | Destino/Origen   |
| --- | -------------- | --- | ---------------- |
| | Santander      | Valdecilla-La Marga · Nueva Montaña · Valle Real · Maliaño-La Vidriera · Astillero · La Cantábrica* · San Salvador* · Heras · Orejo · Puente Agüero · Villaverde de Pontones · Hoz de Anero · Beranga · Gama · Cicero · Treto · Limpias · Marrón · Udalla · Gibaja · Carranza · Villaverde Trucios · Arcentales ·Traslaviña · Mimetiz · Aranguren · Sodupe · Zaramillo · Iráuregui · Zorroza-Zorrozgoiti · Basurto Hospital · Amézola | Bilbao Concordia |
| * En los apeaderos de La Cantábrica y San Salvador sólo efectúan parada los servicios de la línea R3a Santander - Marrón. |                | |                  |

### Cercanías
Forma parte de la línea C-3 (Santander - Liérganes) de Cercanías Cantabria. Ésta tiene, para el trayecto Santander-La Cantábrica, un intervalo de paso de trenes aproximado de unos 20 minutos durante los días laborables de lunes a sábados, disminuyendo este intervalo a 60 minutos durante los domingos y festivos. Para los trenes que circulan hasta la estación de Solares, el intervalo se reduce a 30-60 minutos según la hora en días laborables de lunes a viernes, siendo de 60 minutos sábados, domingos y festivos. Para los trenes que llegan hasta la estación de Liérganes, el intervalo de paso es de 60 minutos de lunes a domingo, incluyendo festivos.